# Laneuveville-aux-Bois
Laneuveville-aux-Bois ist eine französische Gemeinde mit 301 Einwohnern (Stand 1. Januar 2022) im Département Meurthe-et-Moselle in der Region Grand Est (vor 2016 Lothringen). Sie gehört zum Arrondissement Lunéville und zum Kanton Baccarat. Die Einwohner nennen sich Laneuvillois(es).

## Geografie
Die Gemeinde liegt etwa 35 Kilometer südöstlich von Nancy im Süden des Départements Meurthe-et-Moselle. Das Dorf liegt in einer Talmulde am Bach Ruisseau des Amis. Nachbargemeinden sind Parroy im Norden, Mouacourt im Nordosten, Emberménil im Osten, Vého im Südosten, Manonviller im Süden, Thiébauménil im Südwesten, Marainviller und Croismare im Westen sowie Crion und Hénaménil im Nordwesten. Die Gemeinde besteht aus dem Dorf Laneuveville-aux-Bois, dem Weiler Saint-Georges sowie einigen Häusergruppen und Einzelgehöften. Weite Teile der Gemeinde sind bewaldet.

## Geschichte
Laneuveville-aux-Bois wurde 922 unter dem lateinischen Namen Novovillare in einem Dokument erstmals erwähnt. Die Gemeinde war ursprünglich ein Holzfäller-Dorf. Laneuveville-aux-Bois wurde im Dreißigjährigen Krieg stark zerstört. Die Gemeinde lag in der Vogtei (Bailliage) Lunéville und gehörte historisch zum Herzogtum Lothringen, das 1766 an Frankreich fiel. Bis zur Französischen Revolution lag die Gemeinde dann im Grand-gouvernement de Lorraine-et-Barrois. Von 1793 bis 1801 war die Gemeinde dem Distrikt Lunéville zugeteilt und in den Kanton La Neuveville aux Bois (für wenige Monate zuvor Kanton Bénaménil) eingegliedert. Seit 1801 war sie dem Kanton Lunéville-Sud-Est (der 1825 zum Kanton Lunéville-Sud wurde) und dem Arrondissement Lunéville zugeordnet. Die Gemeinde lag bis 1871 im alten Département Meurthe.

## Bevölkerungsentwicklung
| Jahr                       | 1962 | 1968 | 1975 | 1982 | 1990 | 1999 | 2007 | 2019 |
| Einwohner                  | 327  | 320  | 296  | 294  | 318  | 303  | 320  | 309  |
| Quellen: Cassini und INSEE |      |      |      |      |      |      |      |      |

## Verkehr
Laneuveville-aux-Bois liegt zwar an der Bahnstrecke von Paris nach Straßburg, hat aber keinen eigenen Bahnhof mehr. Die nächstgelegenen Haltestellen sind in den Nachbargemeinden Marainviller und Emberménil. Südlich an der Gemeinde vorbei führt die N4 mit einem Vollanschluss in Thiébauménil. Für den regionalen Verkehr ist die D161 wichtig, die durch das Dorf führt.

## Sehenswürdigkeiten
- Dorfkirche Saint-Nicolas; vierstöckiger Turm und Kirchenschiff aus dem 16. Jahrhundert
- Häuser aus dem 18. Jahrhundert mit monumentalen Türen
- mehrere Dorfbrunnen
- Denkmal und Gedenkplatte für die Gefallenen[1][2]
- Wegkreuz Croix St-Nicolas und Wegkreuz an der Rue de la Gare

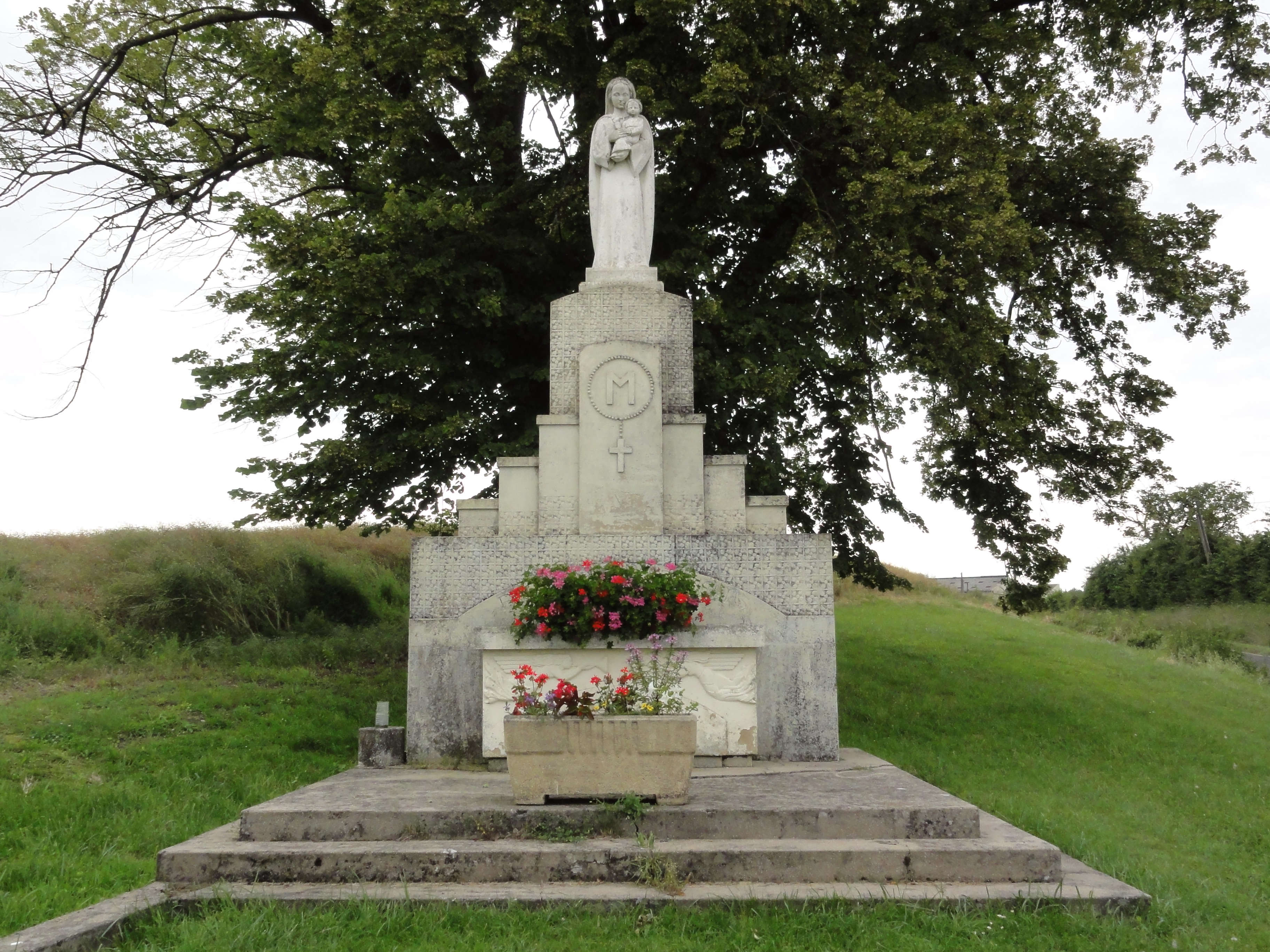
Statue von Maria und dem Jesuskind
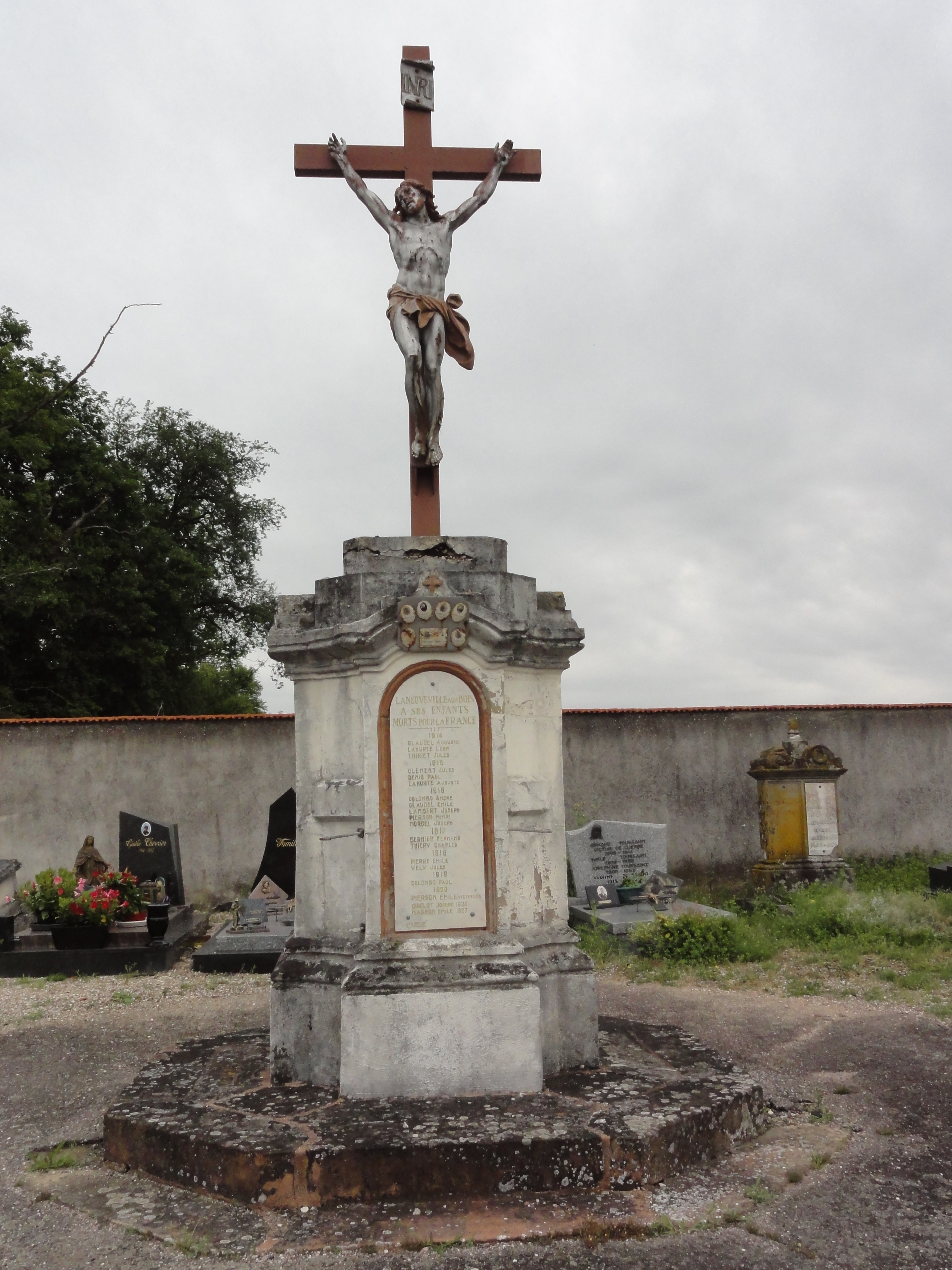
Denkmal für die Gefallenen
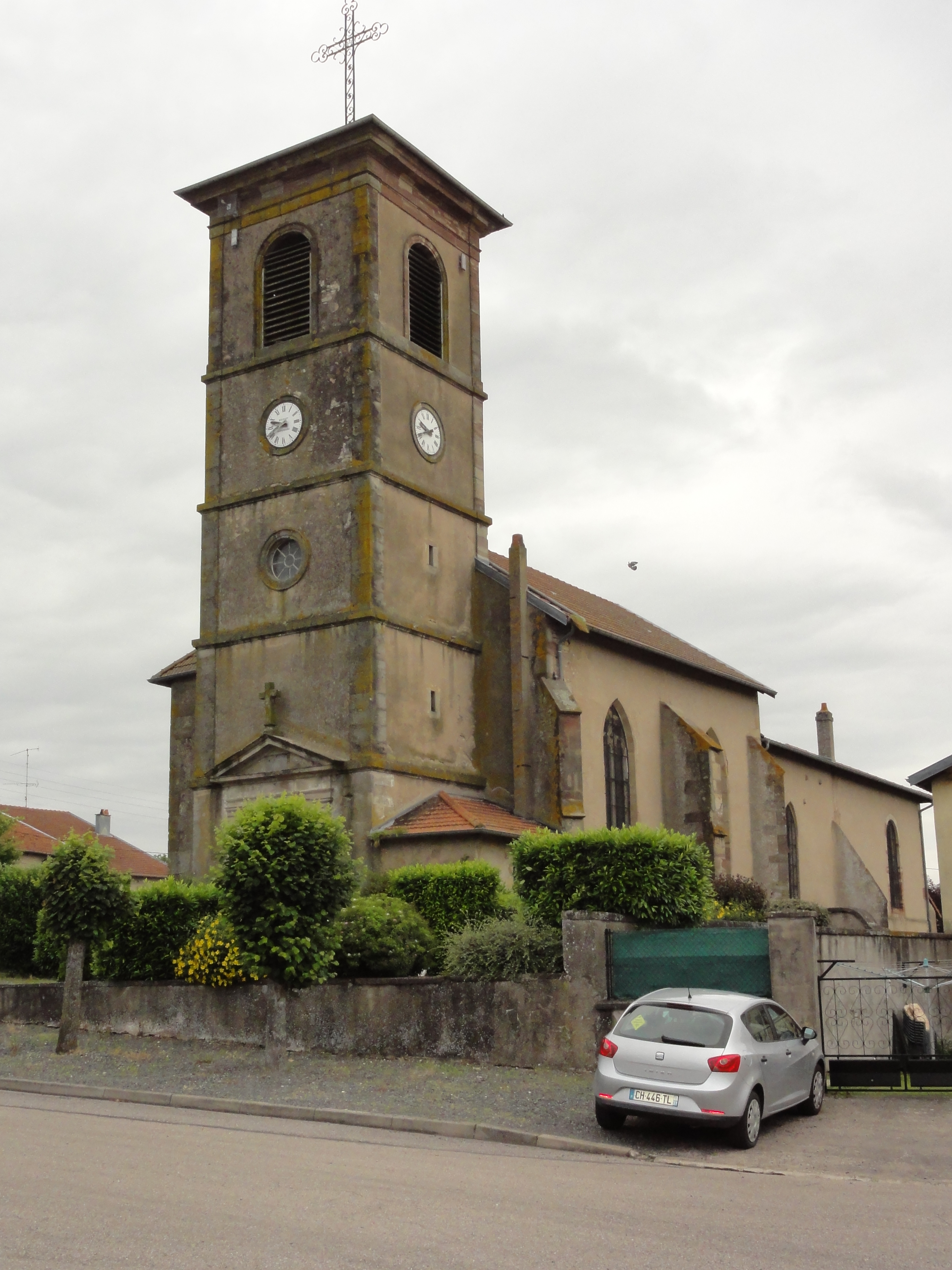
Dorfkirche Saint-Nicolas
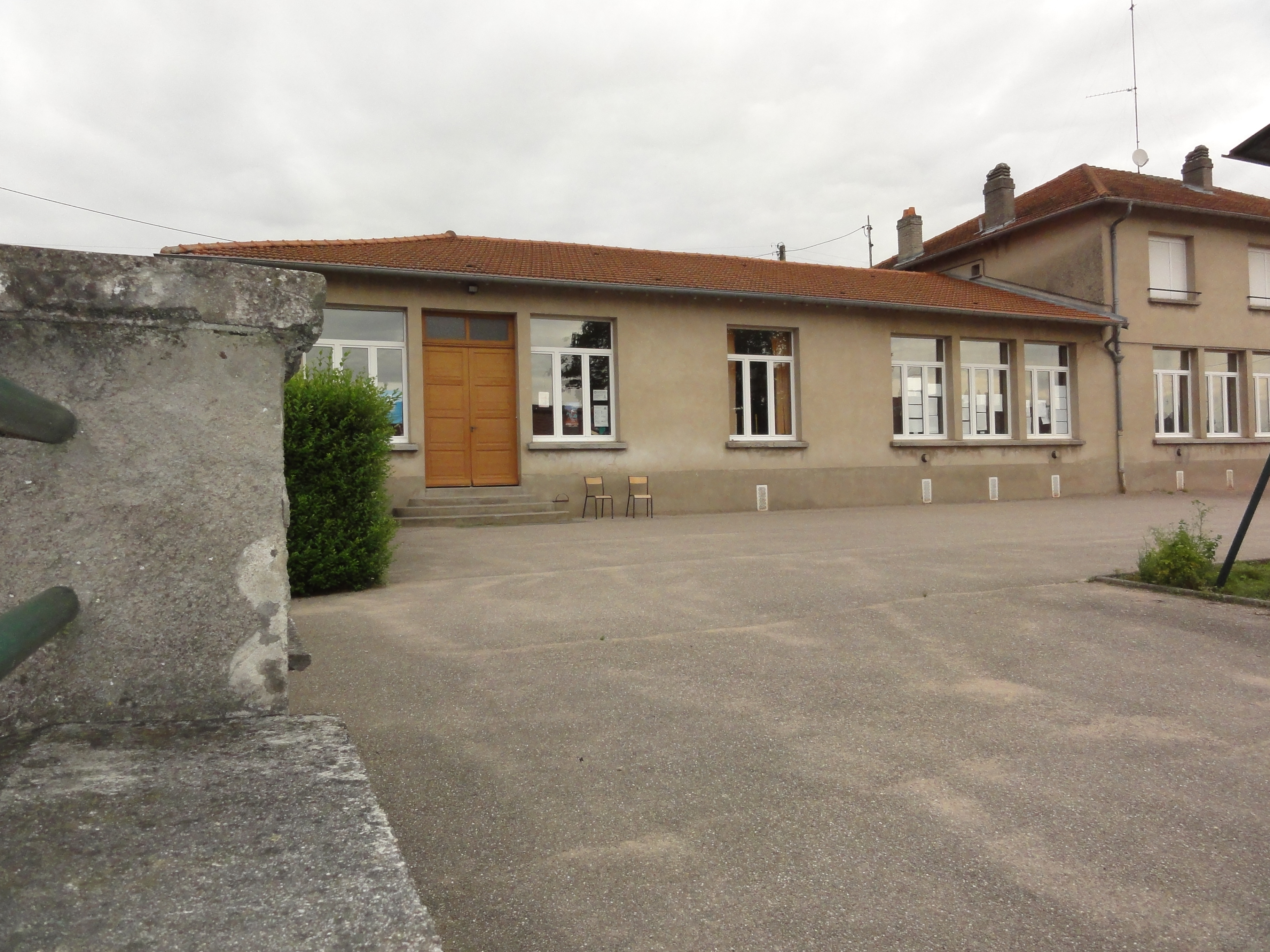
Dorfschule
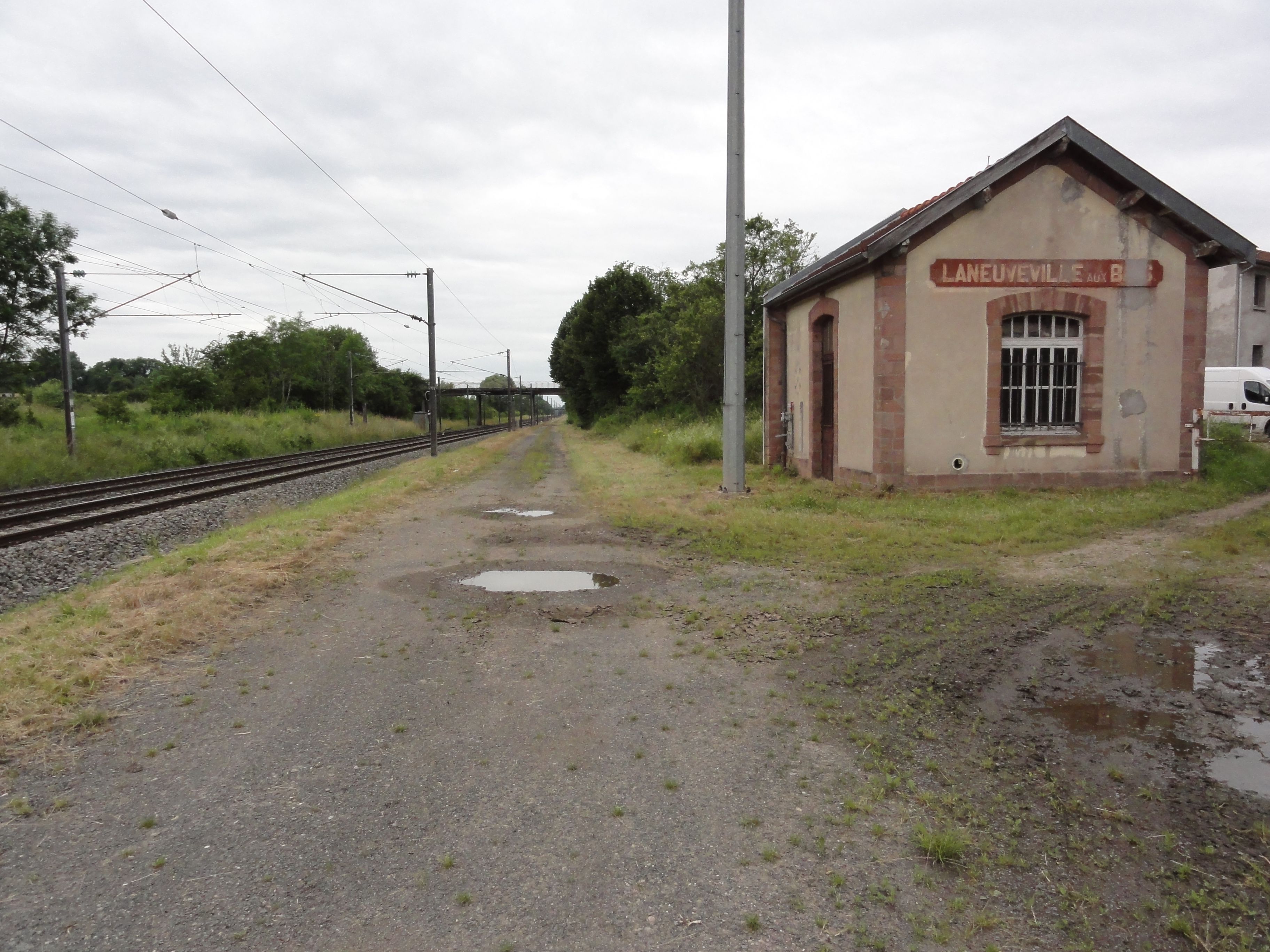
Ehemaliger Bahnhof
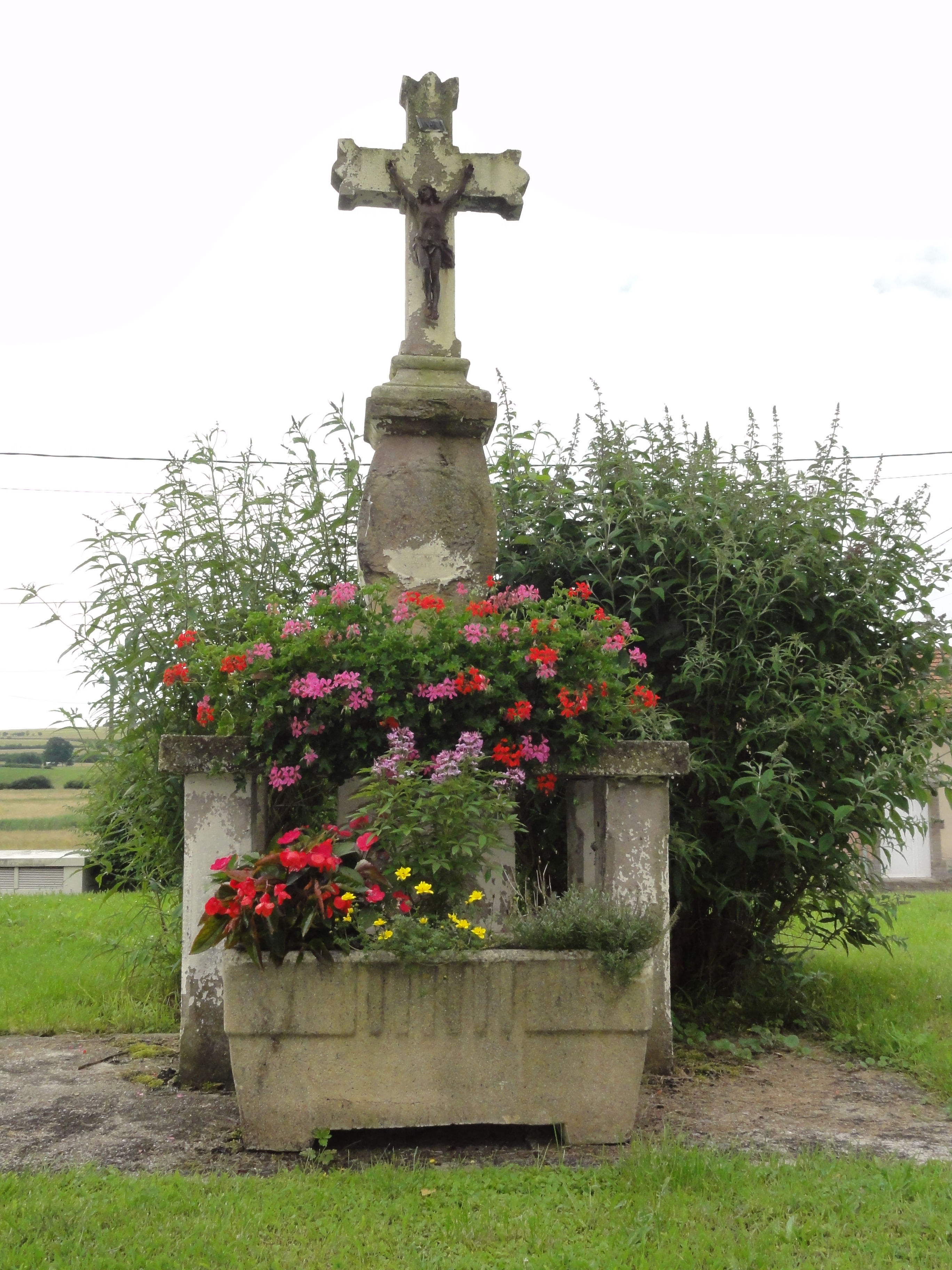
Eines der Wegkreuze